# Ca' d'Oro
La Ca' d'Oro (literalment, en venecià, 'Casa d'Or') és un notable edifici de Venècia, que actualment alberga un museu. Està situada al Gran Canal.
Va ser edificada a partir de 1442 per Giovanni i Bartolomeo Bon per encàrrec del procurador de Sant Marc Marino Contarini.
La Ca' d'Oro, amb la seua façana de marbre ricament daurat, representa un bon exemple del canvi que assenyala el pas de l'estil gòtic al renaixentista a la ciutat de Venècia. Els reticles de marbre de la primera i la segona planta i els parapets de les finestres i dels balcons mostren formes que assenyalen clarament l'estil gòtic tardà; mentre que la columnata a terreny pla i la petita finestra quadrada sobre l'ala dreta indiquen ja formes renaixentistes. El palau està incomplet i la manca de l'ala esquerra produeix l'asimetria de la façana.
Va ser adquirida el 1894 pel baró Giorgio Franchetti, que la va donar a l'estat italià al voltant de 1916.
Després de la donació, les col·leccions d'art preexistents van ser incrementades i actualment la Ca' d'Oro, transformada en museu amb una restauració molt profunda, conserva alguns treballs de pintura com el Sant Sebastià d'Andrea Mantegna, venut per Francesco Guardi, i els frescos de la Fundació dels Alemanys.